# Grassendorf, Liebenfels
Grassendorf je naselje v Občini Liebenfels v Okraju Šentvid ob Glini na Koroškem v Avstriji.